# Зеленка, Лукаш
Лу́каш Зе́ленка (чеш. Lukáš Zelenka; 5 октября 1979, Прага, ЧССР) — чешский футболист, полузащитник.

## Карьера

### Клубная
Воспитанник школы пражской «Спарты». Начинал карьеру в 1998 году в бельгийском чемпионате, выступая за «Андерлехт» и «Вестерло». В 2001 году вернулся в родную «Спарту», в составе которой отыграл 114 матчей и забил 19 мячей. В 2006 году уехал в турецкий «Манисаспор», где за один сезон провёл 49 игр и забил 8 мячей. В 2008 году снова отправился в «Вестерло», где отыграл также ровно один сезон, затем вернулся снова в чешский чемпионат. С 2012 года играл в клубе «Простейов».

### В сборной
За молодёжную сборную провёл 18 встреч и забил 3 гола. Выиграл в её составе чемпионат Европы 2002 года в Швейцарии. Также провёл три игры в составе основной сборной, дебютировав 8 июня 2005 в игре с Македонией (чехи выиграли 6:1).

## Статистика выступлений за сборную
| Матчи Лукаша Зеленки за сборную Чехии | Матчи Лукаша Зеленки за сборную Чехии | Матчи Лукаша Зеленки за сборную Чехии | Матчи Лукаша Зеленки за сборную Чехии | Матчи Лукаша Зеленки за сборную Чехии | Матчи Лукаша Зеленки за сборную Чехии | Матчи Лукаша Зеленки за сборную Чехии |
| ------------------------------------- | ------------------------------------- | ------------------------------------- | ------------------------------------- | ------------------------------------- | ------------------------------------- | ------------------------------------- |
| №                                     | Дата                                  | Оппонент                              | Счёт                                  | Голы                                  | Соревнование                          |                                       |
| 1                                     | 8 июня 2005                           | Македония                             | 6 : 1                                 | -                                     | Отборочный матч ЧМ 2006               |                                       |
| 2                                     | 17 августа 2005                       | Швеция                                | 1 : 2                                 | -                                     | Товарищеский матч                     |                                       |
| 3                                     | 1 марта 2006                          | Турция                                | 2 : 2                                 | -                                     | Товарищеский матч                     |                                       |

## Достижения
- Чемпион Европы среди молодёжи: 2002
- Чемпион Чехии: 2002/03, 2004/05
- Обладатель Кубка Чехии: 2003/04